# Лаппо, Аркадий Иванович
Арка́дий Ива́нович Лаппо́ (8 февраля 1904, Ждановка, Витебская губерния, Российская империя — 5 января 1983) — советский растениевод и селекционер, академик АН Белорусской ССР (1950).

## Биография
Родился 8 февраля 1904 года в Ждановке.
В 1922 году поступил в Белорусскую сельскохозяйственную академию (БСХА), которую окончил в 1927 году.
В 1932 году начал работать в БСХА, где и проработал до 1941 года.
В годы ВОВ сотрудники данной академии были эвакуированы по городам Сибири, и Аркадий Лаппо попал в Новосибирск, где с 1941 по 1944 год работал в Новосибирском сельскохозяйственном институте.
В 1944 году возвратился в Белоруссию, с 1944 по 1953 год работал в Институте социалистического сельского хозяйства, при этом с 1949 по 1953 год занимал должность директора. С 1960 по 1972 год работал в Институте земледелия. С 1972 года — на пенсии.
Скончался 5 января 1983 года.

## Научная деятельность
Основные научные работы посвящены изучению биологии клевера, агротехнике семеноводства масличных и технических культур. Автор свыше 80 научных работ и 2 монографий. Вывел продуктивные сорта льна масличного, горчицы сарептской, кунжута, сафлора, ляллеманции.
- Лаппо А. И., Рего Г. Р. Селекция и семеноводство прядильных культур.— М.; Л., 1932
- Лаппо А. И. Основные вопросы посева зерновых культур и льна. — Минск.: Изд-во АН Белорусской ССР, 1950.

## Награды и премии
- 1949; 1959 — Орден Знак Почёта (2-х кратный кавалер).
- 1952 — Орден Трудового Красного Знамени.
- Медаль «За трудовое отличие» (17.12.1940) — «в ознаменование 100-летнего юбилея Белорусского сельскохозяйственного института, за заслуги в деле подготовки высококвалифицированных специалистов сельского хозяйства»
- Ряд медалей.